# Cameron Bright
Cameron Bright, rojen kot Cameron Douglas Crigger, kanadski televizijski in filmski igralec, *26. januar 1993, Victoria, Britanska Kolumbija, Kanada.

## Biografija

### Zgodnje in osebno življenje
Cameron Bright se je kot Cameron Douglas Crigger rodil 26. januarja 1993 v Victorii, Britanska Kolumbija, Kanada. Drugo ime, »Douglas«, je dobil po svojem dedku. Ima brazgotino nad obrvjo, ki jo je dobil, ko ga je njegov brat lovil okrog vaze z vrtnicami. Doma ima dva psa in eno mačko.

### Kariera
Cameron Bright je s svojo igralsko kariero začel leta 2000 pri sedmih letih, ko je igral v reklami za telefonsko združbo Telus in kmalu za tem je dobil vlogo v televizijski seriji Higher Ground. Kasneje se je pojavil še v nekaterih televizijskih filmih, vendar nikjer ni imel pomembne vloge. V vseh je igral kot Cameron Crigger.
Leta 2004 dobi vloge v psihološkemu trilerju The Butterfly Effect, filmu Birth in grozljivki Godsend, leta 2005 v televizijski seriji Stargate SG-1, kjer je igral Orlina in s tem doživel preboj, leta 2006 pa v akcijskemu filmu Ultraviolet, filmu Running Scared, komediji Thank You for Smoking in televizijski seriji X-Men: The Last Stand.
Leta 2007 je igral v filmih Juno, Normal in Christmas in Wonderland ter seriji The 4400, letos pa smo ga videli v filmu An American Affair in trilerju Walled In, kmalu pa v kinematografe pride film Mlada luna, kjer igra Aleca, dvojčka vampirke Jane (Dakota Fanning).
Trenutno snema film Mrk, nadaljevanje Mlade lune, ki pride v kinematografe leta 2010.

## Filmografija
| Leto | Naslov                  | Vloga               | Opombe              |
| ---- | ----------------------- | ------------------- | ------------------- |
| 2004 | The Butterfly Effect    | Tommy Miller, 7 let |                     |
| 2004 | Birth                   | Mladi Sean          |                     |
| 2004 | Godsend                 | Adam Duncan         |                     |
| 2005 | Stargate SG-1           | Orlin               | televizijska serija |
| 2006 | X-Men: The Last Stand   | Jimmy Leech         |                     |
| 2006 | Thank You for Smoking   | Joey Naylor         |                     |
| 2006 | Ultraviolet             | Six                 |                     |
| 2006 | Running Scared          | Oleg                |                     |
| 2007 | The 4400                | Graham Holt         | televizijska serija |
| 2007 | Christmas in Wonderland | Danny Saunders      |                     |
| 2007 | Normal                  | Brady               |                     |
| 2007 | Juno                    | RPG Nerd            |                     |
| 2009 | An American Affair      | Adam Stafford       |                     |
| 2009 | Walled In               | Jimmy, 16 let       | Film                |
| 2009 | Mlada luna              | Alec                | post-produkcija     |
| 2010 | Mrk                     | Alec                | v snemanju          |